# 張天綱
张天纲（?—?），字正卿，金朝霸州益津（今河北省霸州市）人。
至宁元年（1213年），以词赋中进士，历任咸宁令、临潼令，入朝补尚书省令史、拜监察御史，以耿直闻名。天兴二年（1233年），金哀宗出奔，张天纲任左右司郎中，扈从至归德府，改任吏部侍郎，权参知政事。后来又随金哀宗到蔡州，任御史中丞。
天兴三年（1234年）正月，蔡州城破，金哀宗自杀，张天纲被南宋大将孟珙所俘虏。押送到临安，临安知府薛琼问他：“有何面目到此？”张天纲回答：“自古以來哪一個朝代沒有不滅亡的？我金之亡，比汝徽钦二帝何如？”薛琼大怒，命人把张天纲拖出去，並向宋理宗上奏。另外有關部門的人让张天纲寫供词時一定要把金哀宗写为虏主。张天纲说杀就杀，还要写什么供词，稱金哀宗為故主。官衙不能使他屈服，后来不知所终。

## 延伸阅读
[在维基数据编辑]
 《金史·卷119》，出自脱脱《遼史》